# Вбивство Муаммара Каддафі
Вбивство Муаммара Каддафі сталося 20 жовтня 2011 року після завершення битви за Сирт — останньої битви громадянської війни в Лівії.

## Вбивство
Вранці 20 жовтня 2011 року загони Національної перехідної ради здійснили черговий штурм Сирта, внаслідок якого їм вдалося взяти місто. При спробі вирватися з обложеного міста Муаммара Каддафі узяли повстанці у полон.
НАТО опублікувало комюніке зі звітом, згідно з яким приблизно о 08:30 (06:30 за Гринвічем) його авіація (літаки ВПС Франції) завдала ударів по 11 військових машинах армії Каддафі, що становили частину великої колони (приблизно з 75 машин), яка швидко рухалася дорогою у передмісті Сирта. У комюніке, зокрема, йдеться: «Ці машини виїхали із Сирту з великою швидкістю та намагалися розчистити собі шлях. Вони везли багато зброї та боєприпасів, що становило серйозну загрозу для місцевих жителів». Після того, як удар з повітря підбив одну з них, «група з двох десятків транспортних засобів режиму Каддафі попрямувала з великою швидкістю на південь, продовжуючи становити серйозну небезпеку. (Літаки) НАТО зробили їх своєю ціллю, знищили або пошкодили близько десятка з них». У цьому комюніке НАТО стверджує: «у момент цього бомбардування в НАТО не знали, що в колоні був Каддафі. Дії НАТО були продиктовані лише необхідністю зменшити небезпеку мирного населення, як цього вимагає мандат ООН … НАТО не полює за окремими особами».
Його особистий водій Хунейш Наср, який перебував до кінця з Каддафі, розповів: «Революціонери йшли за нами. Він не був наляканий, але, здається, не знав, що робити. Це був перший та останній раз, коли я його бачив у такому стані».
За словами Абделя Маджіда, Каддафі був поранений в обидві ноги. Його відтягли в дренажний трубопровід, розташований під дорогою, де його потім і знайшли солдати Національної перехідної ради.
Повстанці зуміли захопити Каддафі, після чого його відразу оточив натовп, який почав знущатися з нього. Люди з криками «Аллах акбар!» почали стріляти в повітря і тикати автоматами в полковника. Останній волав до совісті повстанців, тавруючи їх ганьбою: «Харам алейкум… Харам алейкум… Ганьба вам! Ви не знаєте гріха?!» Потім Каддафі із залитим кров'ю обличчям повели до автомобіля, де посадили на капот.
Крім Каддафі, був захоплений і його син Мутаззим, згодом убитий за нез'ясованих обставин. Також був убитий один з учасників перевороту 1969 року і членів СРК, міністр оборони та головнокомандувач збройних сил, бригадний генерал Абу Бакр Юніс Джабер. За деякими даними, Муаммара Каддафі намагалася вивезти з Лівії до Нігеру група південноафриканських найманців із 19 осіб за спеціально укладеним контрактом. Авіація НАТО відкрила вогонь і зупинила конвой із позашляховиків, іноземцям дали можливість втекти.
Відеозаписи останніх хвилин життя Каддафі, що з'явилися пізніше, спростували початкову офіційну версію Національної перехідної ради Лівії про випадкову загибель полковника в ході перестрілки. Стало ясно, що його було вбито в результаті самосуду повстанцями, що захопили його в полон.
Підтвердженням цього служать представлені правозахисною організацією Human Rights Watch відеоматеріали, на яких видно, що голову Джамахірії захопили живим, але з серйозним осколковим пораненням у голову. Відеозаписи свідчать, що повстанці завдавали ще живому Каддафі численних штикових поранень по сідницях і сипали в рани пісок, одночасно підтримуючи колишнього лідера за прострілені в плечах руки. Наруги тривали з 9 ранку до 12 дня за місцевим часом, після чого полоненого на знак приниження протягли за ноги вулицями Сирта. У момент, коли закривавленого полковника нарешті завантажили в автомобіль для транспортування до шпиталю, він уже не подавав ознак життя.
Численні чутки про спроби вбити Каддафі існували і раніше. Так, 27 червня 1980 року біля берегів Сицилії зазнав аварії італійський пасажирський літак. Усі, хто перебував на борту, 81 особа, включаючи 13 дітей, загинули. За однією з теорій змови, аварія була наслідком спроби французьких ВПС збити літак, в якому летів Каддафі або інший високопоставлений лівієць, згідно з іншою — аварія була наслідком вибуху бомби, закладеної в літак учасниками Червоних бригад. У 2013 році Верховний кримінальний суд Італії дійшов висновку, що аварія сталася внаслідок помилкового ракетного удару з боку Військово-повітряних сил Італії та зобов'язала італійську державу виплатити 100 млн доларів сім'ям загиблих. При цьому колишній президент Італії Франческо Коссіґа заявив, що літак був збитий навмисне.
17 жовтня 2012 року Human Rights Watch опублікувала 50-сторінкову доповідь «Смерть диктатора: кривава помста в Сирті», присвячену роковинам падіння режиму Каддафі. У доповіді організація дійшла висновку, що нова лівійська влада не виконала дану ними обіцянку розслідувати обставини смерті глави Джамахірії, його сина і десятків їхніх страчених прихильників. Проведене експертами групи HRW розслідування показало, що незабаром після полону Каддафі були затримані та зазнали жорстоких знущань 66 прихильників, які його супроводжували. Правозахисникам вдалося документально підтвердити загибель щонайменше 17 із них на основі відеозаписів, зроблених самими повстанцями на камери мобільних телефонів.

## Після вбивства
Тіла Муаммара Каддафі, його сина та Абу Бакра Юніса Джабера були виставлені на загальний огляд у промисловому холодильнику для овочів у торговому центрі в Місураті. На світанку 25 жовтня всі троє були таємно поховані в Лівійській пустелі. На цьому закінчилося 42-річне правління полковника Каддафі та революція, яку він проголосив після повалення монархії у 1969 році.
Після загибелі Муаммара Каддафі в Сирті було осквернено і знищено могили матері Каддафі, його дядька та ще двох родичів. За повідомленнями алжирської газети «Ан-Нахар», бойовики з угрупування «Течія джихаду» зруйнували надгробні плити, витягли з могил кістки покійних та спалили їх. Осквернення зазнала також і могила батька Каддафі.

## Заповіт
23 жовтня 2011 року низкою новинних агентств було оприлюднено заповіт Муаммара Каддафі, датований 17 жовтня. У заповіті він просить поховати його тіло за ісламським звичаєм на цвинтарі в Сирті, де поховані його родичі. Також він вимагає від своїх прихильників продовжувати боротьбу з іноземними агресорами.